# Guillaume-Louis de Kirchberg
Guillaume Louis de Kirchberg est né à Hachenbourg (Allemagne) le 30 mars 1709 et meurt dans la même ville le 18 février 1751. Il est un noble allemand, fils de Georges-Frédéric de Kirchberg (1683-1749) et de Sophie-Amélie de Nassau-Ottweiler (1688-1753).

## Mariage et descendance
Le 19 juin 1744 il se marie à Dhaun avec Louise de Salm-Dhaun (1721-1791), fille du vicomte Charles de Salm-Dhaun (1675-1733) et de Louise de Nassau-Ottweiler (1686-1773). De ce mariage naissent :
- Charles Frédéric (1746- ?).
- Guillaume-Georges de Kirchberg (1751-1777), marié avec Isabelle-Augusta de Reuss-Greiz (1752-1824)